# Hi-Point半自動卡賓槍
Hi-Point半自動卡賓槍（英語：Hi-Point Carbine）是一款由美国俄亥俄州槍械製造商Hi-Point公司生產的一系列卡賓槍，發射9×19毫米、.40 S&W、.45 ACP和其後推出的.380 ACP、10毫米Auto這五種口徑的手枪子彈。
它們盡可能使用聚合物和合金類金属等材料生產，從而減少生产成本和達到非常便宜的銷售價格。它亦利用簡單的直接反沖作用槍機操作。
Hi-Point半自動卡賓槍有時會被誤認為是一款突击步枪，而事實上它只是一款半自動手槍口徑卡賓槍，不會（而且無法）發射步槍子彈。

## 起源
Hi-Point半自動卡賓槍是在1994年美国通過了一條名為聯邦突擊武器禁制法案（英語：Federal Assault Weapons Ban，簡稱：AWB）的禁止攻擊武器條款期間研發，使用10發可拆卸式彈匣供彈並且將供彈位置設於手槍握把內。隨著該條款在2004年9月過期，現在可以通過售後市場對國家大部分的地區出售14、15發可拆卸式彈匣。2015年，紅球運動公司它正在為995型卡賓槍研發20發。
其採用了專用式設計的可拆卸式彈匣只可以裝上Hi-Point公司生產的槍械。Hi-Point 4095 .40 S&W卡賓槍的手槍式彈匣與Hi-Point 40SW手槍的彈匣完全可以互換使用。然而，Hi-Point公司亦注意到原來的Hi-Point 995和9×19毫米口徑的Hi-Point C-9手槍的彈匣卻沒有這樣的兼容性。擁有這兩把槍設計的使用者亦有報告說，他們的彈匣無法完全互換。較短的手槍彈匣就是因為長度不足而不能夠裝上卡賓槍，但較長的卡賓槍彈匣卻能夠裝上手槍。

## 設計發展
儘管Hi-Point半自動卡賓槍的研製了概念使它的外觀上較適用於民用市場而不是專門針對執法機關使用，但是它亦獲得一小部分地方執法機關部門批准購入並且使用，這是因為那些地方執法機關部門不能輕易承受所有警員配備更昂貴的長槍的財務負擔。
Hi-Point半自動卡賓槍最基本型號的建議零售價是$ 220。而在槍店的價格會減至由$20–30不等，這使得一枝Hi-Point半自動卡賓槍的價格降低至只有其他較昂貴的手枪口徑卡賓槍接近一半。
在2009年第一季度，Hi-Point推出了Hi-Point 995的新型號，並且命名為995TS，其特點是裝上了重新設計並且具有托腮板和可以稍微調整長度的槍托底板的支架式槍托、發射彈匣內最後一發子彈後使槍機自動後退並且保持開放狀態的空槍掛機和在機匣頂部、護木底部和槍管底部（由護木前端至準星座）加裝MIL-STD-1913戰術導軌以便安裝市面上任何對應導軌的各種光学瞄准镜、夜視鏡、前握把、戰術燈、雷射瞄準器和兩腳架這些戰術配件。TS型號比起“995經典型”稍微昂貴一點。發射.40 S&W子彈的Hi-Point 4095和最新型號，發射.45 ACP子彈的Hi-Point 4595，亦只有全新的TS型號。截至2010年9月，“995經典型”和“4095經典型”已經從Hi-Point官方網站上撤下。
Hi-Point半自動卡賓槍的附件較少。該公司確實為該槍生產了槍口制退器以大大降低其擊發時的槍口上揚，另外全新的TS型號槍托也很容易安裝雷射瞄準器和戰術燈。一些獨立商行還會出售拉機柄，以上螺釘裝上現有的拉機柄，讓使用者能更容易、更舒適地操作拉機柄。另外，如果是使用者希望的話，也可以安裝一個瞄準鏡。

## 合法性
2013年4月4日，因已簽訂的公共法第13-3條，Hi-Point半自動卡賓槍已被康乃狄克州定義為突擊武器。同年由於2013年紐約安全彈藥和槍械執行法案的簽署，它在紐約州也遭受了同樣的定義；而且在2013年年中，執法人員購買任何未經改變的卡賓槍亦受限制。然而，2014年，一間公司研製了護罩，以防止射手他倆的操作手能圍繞著般一手緊握住手槍式握把，這意味著在法律上該合法的手槍握把不是這條安全法的定義範疇以下的所指的手槍握把。隨著護罩的安裝，紐約州可再度合法持有Hi-Point半自動卡賓槍。

## 受大眾歡迎
Hi-Point半自動卡賓槍已經證明它極受歡迎，並且在作為一枝休閒射擊步槍、漫遊營或卡車槍等各方面民間用途上建立了良好的聲譽。儘管在1998年只是生產和銷售了28,000枝，它依然十分暢銷。在原來的9×19毫米口徑版本，Hi-Point 995卡賓槍得到商業上成功後，Hi-Point就以Hi-Point 995為基礎並且研製.40 S&W口徑的Hi-Point 4095卡賓槍。它與Hi-Point 995共享著大部分成功的設計。最新型號的Hi-Point 4595卡賓槍，有望與其較小口徑的槍族成員一起共享其成功的設計。

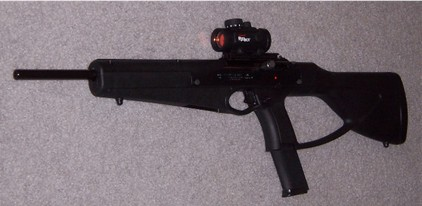
使用先進技術槍托和15發可拆卸式彈匣的Hi-Point。

先進技術股份有限公司（一眾知道的射手將其簡稱為ATI）已經生產出可用以替換原槍托的聚合物製槍托，可將M995轉換為貝瑞塔Cx4 Storm卡賓槍，在視覺上比Hi-Point TS型或經典型款式兩種的槍托更具吸引力的另一枝9毫米手槍口徑卡賓槍的視覺克隆型。這種聚合物槍托據說是「插入式」槍托，已經配置為可收納Hi-Point的槍機。ATI槍托的評論己受整合，一些使用者報告將槍托換出來只有很少或是沒有難度；但也有的人則說更換槍托是如此差劣，經歸納後指出的主要問題是必需進行填充和砂磨，令M995的槍機能夠擬合槍托得以實現；還有部份人指出，無論他們作出了什麼手段，都無法達到一個像樣的擬合。更換槍托的評論已經在許多槍械雜誌以及在Amazon.com網站以上出現。
儘管Hi-Point的產品表面“不美觀”，Hi-Point已經開始發展出他們的巨大擁護者。他們生產的槍械在槍械測試（英語：Gun Tests）杂志的“槍械工業消費者報告”一欄中得到一致的高度評價。另外，其社群論壇亦正在快速增長，Hi-Point槍械使用者們聚集在一起，並且討論Hi-Point槍械的共同問題和簡易修復。所有Hi-Point槍械還會連一張“不需任何疑問”的保證書，一起轉讓給任何購買二手Hi-Point槍械的人。

## 犯罪
在科倫拜校園槍擊案之中，兩名槍手之一的艾瑞克·哈里斯使用Hi-Point半自動卡賓槍以及鋸短的霰彈槍展開大屠殺，因而變成一枝聲名狼藉的卡賓槍。

## 資料來源
1. ↑  .   [2010-09-08]. （原始内容存档于2011-07-11）.
2. 1 2  .   [2009-10-28]. （原始内容存档于2008-05-15）.
3. ↑  .   [2010-11-24]. （原始内容存档于2010-11-23）.
4. ↑  .   [2010-09-08]. （原始内容存档于2010-10-23）.
5. ↑  .   [2014-11-19]. （原始内容存档于2014-11-29）. . Retrieved November 19, 2014.
6. ↑  .   [2015-08-27]. （原始内容存档于2014-12-08）.
7. ↑   (PDF).   [2016-03-28]. （原始内容存档 (PDF)于2017-01-28）.
8. ↑  .   [2010-11-24]. （原始内容存档于2011-07-11）.
9. ↑  .   [2010-11-24]. （原始内容存档于2010-11-24）.
10. ↑  .   [2010-11-24]. （原始内容存档于2020-11-11）.
11. ↑  .   [2010-11-24]. （原始内容存档于2020-11-28）.

## 外部連結
- （英文）—Hi-Point Link Central（页面存档备份，存于）
- （英文）—Hi-Point 995 carbine product page
- （英文）—Hi-point .40S&W Carbine review
- （英文）—Hi-Point 995 Range Report / Review
- （英文）—Hi-Point Firearm manual—
  - 4095 Carbine
  - Hi-Point Firearm manual—995TS
  - Hi-Point Firearm manual—995B
- （英文）—Modern Firearms—Hi-Point Model 995 carbine（页面存档备份，存于）
- （英文）—The Firearm Blog.com—
  - Hi-Point 4095 Carbine review（页面存档备份，存于）
  - Hi-Point .45 ACP Carbine（页面存档备份，存于）
  - Hi-Point is developing extended magazines for their carbines（页面存档备份，存于）
  - Hi Point Introduces Carbine in .380 ACP Caliber（页面存档备份，存于）
  - Hi-Point Embraces New Colors（页面存档备份，存于）
  - ［SHOT 2016］ Hi-Point Carbines add .380 and Color（页面存档备份，存于）
  - Redball Sports’ 20 Round Hi-Point Carbine Magazine（页面存档备份，存于）
- （英文）—The Truth About Guns.com—
  - Hi-Point .45 ACP Carbine: Are Handgun Caliber Rifles the New Home Defense Shotgun?（页面存档备份，存于）
  - Gun Review: Hi-Point 4595TS Pro Carbine（页面存档备份，存于）
  - High Fashion High Points!（页面存档备份，存于）
  - New From Redball: Hi-Point 9mm Carbine 20-Round Magazine（页面存档备份，存于）
- （英文）—Guns & Ammo.com—Hi-Point .45 Pistol & Carbine（页面存档备份，存于）
- （英文）—Handguns Magazine.com—Gear Review: Hi-Point 4595 Carbine
- （英文）—Tactical-Life.com—
  - CONTEMPORARY CARBINES: HI-POINT .45 ACP & JR CARBINE 9MM Handguns（页面存档备份，存于）
  - Hi-Point .45 ACP Carbine（页面存档备份，存于）
  - MKS Supply Announces .380 ACP Hi-Point Carbine（页面存档备份，存于）
- （英文）—Personal Defense World.com—
  - BUDGET HOME DEFENSE CARBINE（页面存档备份，存于）
  - Top 10 Home Defense Carbines（页面存档备份，存于）
  - MKS Supply Introduces the New .380 ACP Hi-Point Carbine（页面存档备份，存于）
  - Hi-Point Unveils New Camouflage Carbines（页面存档备份，存于）
- （英文）—American Rifleman.org—Hi-Point Firearms And The Man Behind Them（页面存档备份，存于）